# Marienplatz (Görlitz)
Der Marienplatz ist einer der belebtesten Plätze in der Görlitzer Innenstadt und bildet gleichzeitig die Schnittstelle zur Altstadt. Der Platz wird an der Nordseite vom Dicken Turm flankiert und an der Südseite durch das ehemalige Warenhaus an der Frauenkirche begrenzt. An der westlichen und östlichen Seite umranden Gründerzeitbauten den Platz. Die moderne Platzgestaltung nach dem Umbau 2001/2002 führte zu geteilten Meinungen in der Görlitzer Bevölkerung.
Das Senckenberg Museum für Naturkunde befindet sich auf der Westseite des Platzes.

## Geschichte

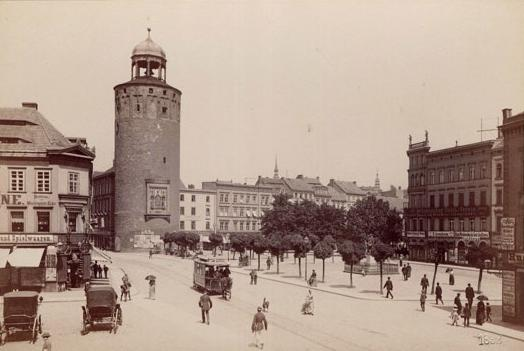
Dicker Turm und alter Marienplatz, 1892

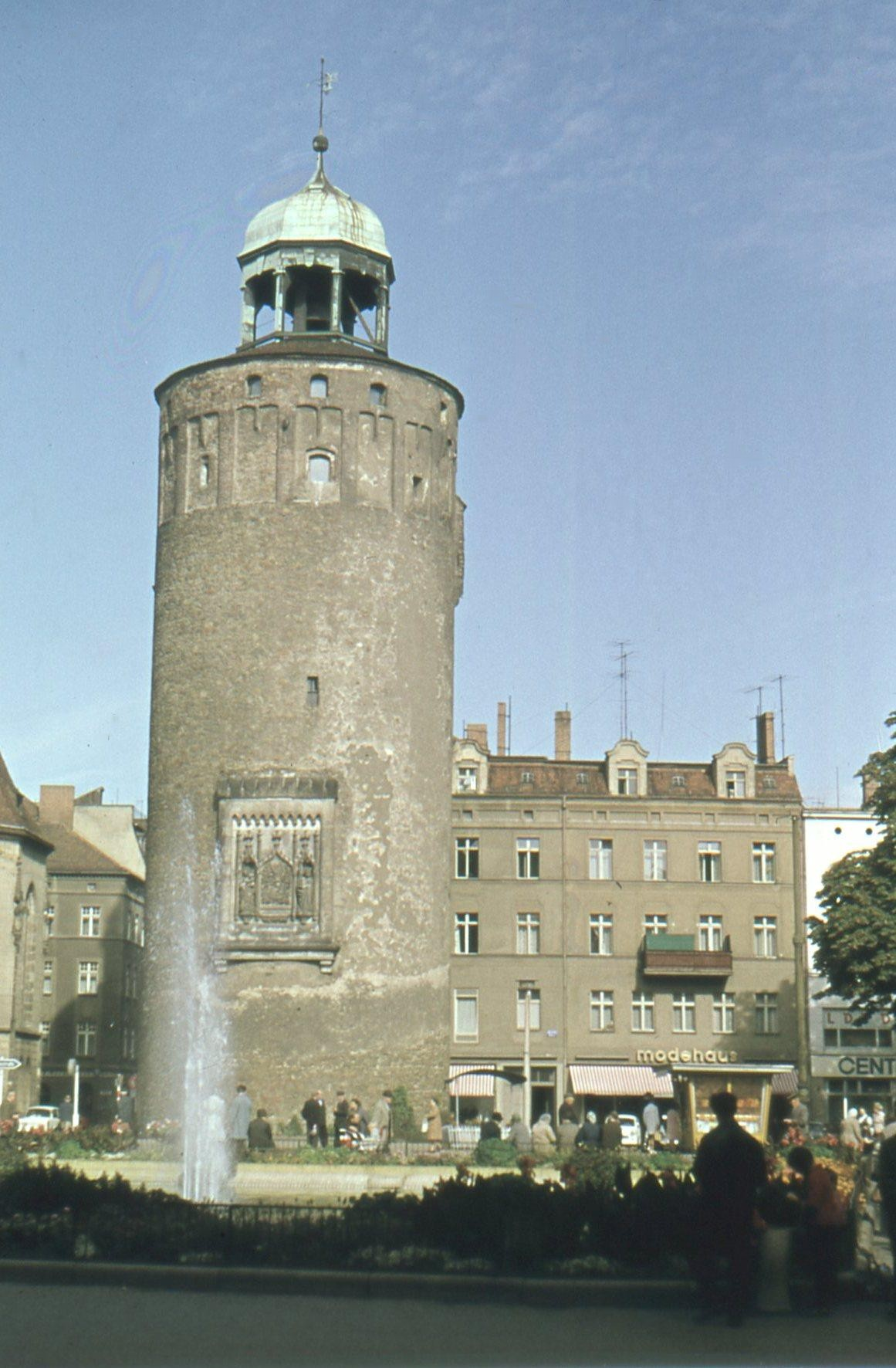
Der Marienplatz um 1970

Der Marienplatz bekam 1852 seinen Namen, zuvor hieß dieses Areal „Taubenmarkt“.
Dieser Platz war bis zum Schliff der Stadtmauer Teil der Verteidigungsanlagen. Südlich des Dicken Turms stand das sogenannte „Frauentor“, es wurde mit der Stadterweiterung um 1250 mit dem Dicken Turm (auch Frauenturm) errichtet. Das erste Mal erwähnt wird der Turm und das Tor 1305. Die Toranlage war dreifach ausgeführt. Das zur Stadtseite gewandte innere Tor war an beiden Seiten mit der Stadtmauer verbunden und stand noch vor dem Turm auf der Steinstraße. Die mittlere Durchfahrt war mit einem Gebäude überbaut und hatte ein aus Brettern gefertigtes mit Eisenschuhen versehenes Fallgatter. Das dritte Tor war ein sehr wehrhaftes Gebäude, ähnlich einer Bastei. Dieses Gebäude stand bereits im Graben und wurde mit dicken Mauern zur Stadtmauer hin angebunden. In Richtung Süden folgte eine Brücke, die den Graben überspannte. Diese wurde 1595 von Grund auf mit Stein aufgebaut und endete kurz vor dem Tor. Die Brücke und die Torzufahrt waren mit einer Zugbrücke verbunden. Diese Zugbrücke wurde 1772 durch eine steinerne ersetzt. 1778 wurde das Fallgatter entfernt. 1838 wurden die beiden inneren Tor abgebrochen und 1847/48 folgte das übrige Frauentor und die Brücke. Der Graben wurde aufgefüllt.

## Heute
Den Platz zierte ein Wasserspiel, das nahezu die gesamte mittige Fläche einnahm. Es wurde auf ein ehemaliges Löschwasserbecken gebaut. Diese Gestaltung entsprach aber spätestens Anfang der 1990er Jahre laut der Stadt und den Planern nicht mehr heutigen Anforderungen an einen zentralen Platz. Der Platz wurde 2001/2002 grundlegend umgestaltet. Das große Wasserspiel wurde durch ein Wasserband, eine begehbare Brunnenanlage ersetzt. Der Platz ist nun weitläufiger und leichter querbar. Kritiker bemängeln unter anderem das wenige Grün.